# Congrès général arabe
Pour les articles homonymes, voir Congrès (homonymie).
Le Congrès général arabe ou Congrès national arabe est une rencontre de nationalistes arabes qui s'est tenue dans les dernières années de l'Empire ottoman. Il s'est réuni en 1913 à Paris avec l'accord et un financement du gouvernement français. 
Les sociétés plus ou moins clandestines qui ont participé à ce congrès sont la Ligue de la patrie arabe de Negib Azoury, Al-'Ahd, Al Fatat et le Parti de la décentralisation.

## Contexte géopolitique
À la suite de la révolution Jeunes-Turcs de 1908, des sociétés arabes se forment souvent dans la clandestinité. Ce sont des mouvements nationalistes arabes, qui militent dans un premier temps pour la reconnaissance par l'Empire ottoman du peuple arabe. Les délégués provenaient surtout du Moyen-Orient, certains sont venus d'Amérique spécialement pour le Congrès. Les participants les plus célèbres sont Choukri Ghanem, Jamil Mardam Bey et Charles Debbas.

## Organisation

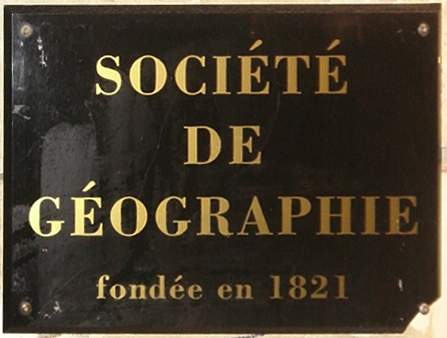
Le premier congrès arabe se tint à Paris dans les locaux de la Société de géographie.

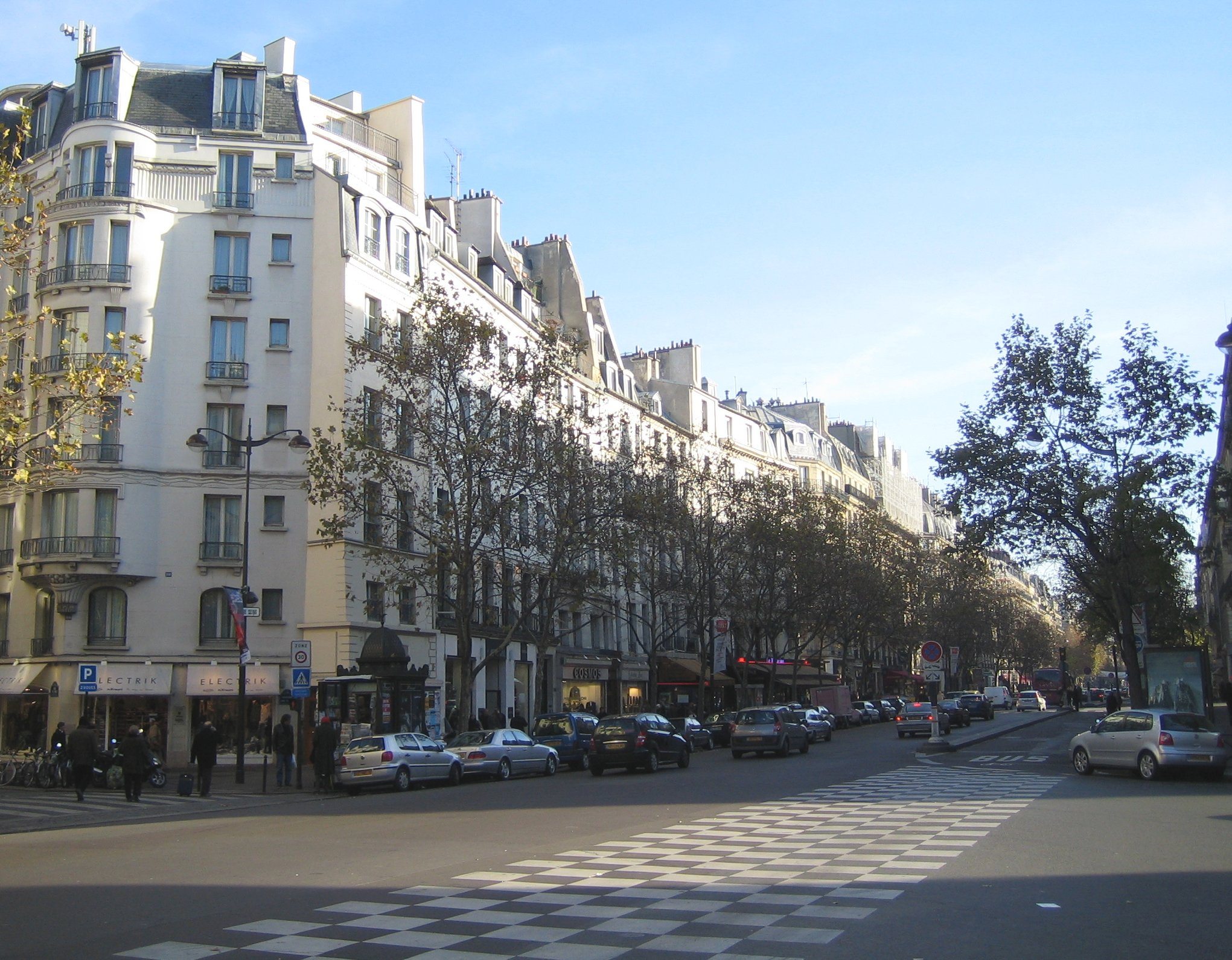
L'immeuble de la Société de géographie situé à l'angle du boulevard Saint-Germain et de la rue de Buci à Paris en 1913.

Le congrès est convoqué le 17 juin 1913 à Paris, dans l'immeuble de la Société de géographie situé au 184 boulevard Saint-Germain.  Ce congrès se tient avec l'accord et un financement financier de l'État français : la France encourage les revendications arabes dans l’Empire ottoman, tout en réprimant le même nationalisme arabe en Algérie. Les deux cents délégués du congrès adoptent le 21 juin une résolution importante dont les principaux points sont ceci : 
- Des réformes radicales et urgentes sont nécessaires dans l'Empire ottoman.

- Il importe d'assurer aux Arabes de l'empire l'exercice de leurs droits politiques en rendant effective leur participation à l'administration centrale.

- Il importe d'établir dans les vilayets arabes un régime décentralisateur.

- La langue arabe doit être reconnue au parlement ottoman et considérée comme officielle dans les pays arabes.

- Le service militaire sera régional dans les vilayets arabes, en dehors des cas d’extrêmes nécessités.

- Le congrès affirme sa sympathie pour les demandes des réformistes et des Arméniens ottomans.

- Les présentes résolutions seront communiquées au gouvernement impérial ottoman.

Cette résolution constitue le programme politique des Arabes de l'empire ottoman. Vive la patrie arabe!
Ce texte représente la première expression officielle de revendications arabes formulées par une instance représentative.
Leur exigence sont encore modérés, ils ne demandent pas encore l'indépendance du monde arabe vis-à-vis de l'Empire Ottoman. Par ailleurs, sous l'influence des chrétiens, le congrès n'aborde pas la question religieuse, sauf pour la communauté chrétienne arménienne qui sera victime en 1915 d'un génocide.
Durant le Congrès, tout le monde tombe d'accord pour ne pas demander l'aide à un pays étranger, quoique leur réunion à Paris ait été financé par la France.
Lors de ce même congrès, les nationalistes qui étaient tout d'abord favorable à une émigration juive en Palestine s’opposent à la constitution d'un État juif. Le président du congrès, Abdul Hamy Zahravi déclare devant une délégation sioniste conduite par Hochberg que « Les Juifs sont en fait des Syriens émigrés... Nous sommes tous, musulmans et chrétiens animés des meilleurs sentiments envers les Juifs. Nous sommes même sûrs que nos frères juifs sauront prêter leur concours tant pour faire triompher notre cause commune que pour le relèvement matériel de notre pays commun. »